# Elizabeth Melville
Elizabeth Melville, född 1578, död 1640, var en skotsk diktare. 
Hon blev 1602 den första publicerade kvinnliga författaren i Skottland. Hon var en viktig figur i den presbyterianska kyrkans motstånd mot Jakob I:s och Karl I:s religiösa reformer.    